# Rafałów (Maziarze)
Rafałów – kolonia wsi Maziarze w Polsce, położona w województwie mazowieckim, w powiecie lipskim, w gminie Lipsko.
W latach 1975–1998 kolonia administracyjnie należała do województwa radomskiego.
Wierni Kościoła rzymskokatolickiego należą do parafii Parafii Podwyższenia Krzyża Świętego w Ciepielowie.